# オットー・フォン・ベートリンク
オットー・フォン・ベートリンク（Otto von Böhtlingk、1815年6月11日（ユリウス暦では5月30日）- 1904年4月1日）は、ロシア生まれのドイツ系のインド学者、サンスクリット研究者。ベートリンクが編纂したサンスクリット大辞典は現在でも最大の規模を持つ。

## 略歴
1815年、ロシア帝国のサンクトペテルブルクに生まれた。大学入学までの全教育をペトルシューレ(Saint Peter's School)で受け、1833年にサンクトペテルブルク大学に入学して東洋諸言語を学んだ。1835年にベルリン大学、1839年からボン大学で学んだ。
1842年にサンクトペテルブルクに戻り、帝国科学アカデミーの会員に選ばれた。1868年からイェーナに住んだ。1885年にはライプツィヒに移り、そこで没した。

## 主な著作
ボン時代にパーニニの文法を注釈つきで出版した。晩年にもパーニニの文法の新版を翻訳つきで出版している。
- Pânini's Acht Bücher grammatischer Regelen. 1. Bonn. (1839) 2巻(1840)
- Pâṇini's Grammatik. Leipzig. (1887)

主著のサンスクリット大辞典は、ヴェーダを専門とするルドルフ・フォン・ロートの協力を得て、サンクトペテルブルクで出版された。インド箴言集やサンスクリット読本も編纂した。
- Sanskrit-Wörterbuch. 1. St. Petersburg. (1853)（サンスクリット大辞典、7巻。1853-1875、短縮改訂版1879-1889）
- Sanskrit-Chrestomathie. St. Petersburg. (1845)（サンスクリット読本）
- Indische Sprüche. 1. St. Petersburg. (1863) 2巻(1864) 3巻(1865)（インド箴言集。サンスクリットとドイツ語による）

ほかにカーリダーサ『シャクンタラー』、シュードラカ『ムリッチャカティカー』、ダンディン『カーヴィヤーダルシャ』、チャーンドーギヤ・ウパニシャッド、ブリハッド・アーラニヤカ・ウパニシャッドなどの校訂・翻訳がある。サンスクリット以外には、サハ語（ヤクート語）の研究書も出版している。